# Гостинцеве
Гостинце́ве (також Ляшки-Гостинцеві) — село в Україні, у Яворівському районі Львівської області. Населення становить 1060 осіб. Орган місцевого самоврядування — Мостиська міська рада.
До 1940 року називалось Ляшки-Гостинцеві.
Село розташоване на автошляху М 11 за 4 км від центру громади і за 2,5 км від залізничної станції Підгать у селі Арламівська Воля.

## Історія
Перша письмова згадка про нього датована 1489 роком.
У 1787 році австрійська влада, якій тоді належало Гостинцеве, віддала його Ігнатію Цетнерові, як часткову компенсацію за перейнятий маєток у Надвірній.
У часи Другої світової війни на боці СРСР воювали 93 селяни, з них 25 загинули — їм у селі встановлено пам'ятний знак. У селі ще під час «перших совітів» 1940 року створено колгосп. Згодом, після приходу «других совітів» діяв колгосп «Шлях до комунізму» (6000 га і 2685 га ріллі), що займалося відгодівлею ВРХ, а також вирощуванням зернових і технічних культур. У селі працював тартак, млин і майстерня з ремонту сільськогосподарських машин.
Також у селі була восьмирічна школа (150 учнів і 12 вчителів), бібліотека (7000 книг), клуб, ФАП і пункт побутового обслуговування.
Церква Успіння Пресвятої Богородиці у селі належить громаді ПЦУ.

## Населення
- 1058 осіб (1959)
- 1060 осіб (2001)

### Мова
Розподіл населення за рідною мовою за даними перепису 2001 року:
| Мова       | Кількість | Відсоток |
| ---------- | --------- | -------- |
| українська | 950       | 99.48%   |
| російська  | 5         | 0.52%    |
| Усього     | 955       | 100%     |

## Інфраструктура
За радянських часів у селі розташовувався колгосп «Шлях до комунізму», який мав 6 тис. га земельних угідь, з них 2674 га ріллі. В його господарстві провідна зернова культура — жито, із технічних — цукрові буряки. З допоміжних підприємств були пилорама, 2 кузні, ремонтна майстерня.
В селі працюють восьмирічна школа, клуб, дитячий садок. За післявоєнні роки збудовано 30 господарських споруд.

## Пам'ятки
Церква Собору Пресвятої Богородиці, дзвіниця (1659 р.).